# 郡国制
郡国制（ぐんこくせい）は、前漢の高祖が施行した地方制度。
前漢成立前の秦が施行した中央集権的独裁制たる郡県制の強行の失敗と、周代の封建制の復活の傾向を考慮して導入された。帝都長安の周辺は中央直轄地として郡県制を、地方には一族・功臣を諸侯王、諸侯として封じる封建制を併用したためこれを郡国制と称した。その後、歴代皇帝は諸侯勢力の削減に努め、すでに高祖の代に功臣の諸侯王はほとんどが滅ぼされた。第6代景帝の時代に勢力削減に反対する諸侯らによる呉楚七国の乱を鎮圧したのち、第7代武帝の頃に事実上の郡県制へと移行した。